# Campeonato de Tercera División 1905 (Argentina)
El Campeonato de Tercera División 1905 fue la sexta edición del campeonato en la tercera categoría del fútbol argentino, antecesor de la Primera C y Primera D. Fue organizado por la Argentine Association Football League, y disputado en su mayoría por juveniles de equipos que competían en divisiones superiores, por lo que no existía un sistema de ascensos y descensos, y los clubes elegían en qué división competir.
Se consagró campeón el tercer equipo del Alumni Athletic Club, tras vencer por 3 a 2 a Tiro Federal Argentino de San Fernando.

## Incorporaciones
| Incorporados a la Segunda División 1905 |
| --------------------------------------- |
| Argentino de Quilmes II                 |
| Instituto Americano                     |

| Incorporados de la Segunda División 1904 |
| ---------------------------------------- |
| Alumni II                                |

| Afiliados                   |
| --------------------------- |
| América II                  |
| América III                 |
| Brandsen                    |
| Estudiantil Porteño II      |
| Facultad de Medicida        |
| Gath & Chaves               |
| General Belgrano II         |
| Gimnasia y Esgrima          |
| Gimnasia y Esgrima La Plata |
| Instituto Americano III     |
| Porteño II                  |
| Porteño III                 |
| Racing Club                 |
| Racing II                   |
| River Plate                 |
| Tiro Federal Argentino (SF) |
| Villa Ballester II          |

| Desafiliados    |
| --------------- |
| Alumni IIII     |
| Barracas IV     |
| General Urquiza |
| Lomas Juniors   |
| Maldonado       |
| Maldonado II    |

El número de participantes aumentó a 31.

## Equipos
| Equipo                          | Ciudad          |
| ------------------------------- | --------------- |
| Alumni II                       | Buenos Aires    |
| America II                      | Buenos Aires    |
| America III                     | Buenos Aires    |
| Barracas III                    | Buenos Aires    |
| Brandsen                        | Brandsen        |
| Catedral al Norte               | Buenos Aires    |
| Colegio Militar de la Nación II | Buenos Aires    |
| Estudiantes III                 | Buenos Aires    |
| Estudiantes IV                  | Buenos Aires    |
| Estudiantil Porteño             | Buenos Aires    |
| Estudiantil Porteño II          | Buenos Aires    |
| Facultad de Medicina            | Buenos Aires    |
| Flores                          | Buenos Aires    |
| Gath y Chaves                   | Buenos Aires    |
| General Belgrano                | Buenos Aires    |
| General Belgrano II             | Buenos Aires    |
| Gimnasia y Esgrima              | Buenos Aires    |
| Gimnasia y Esgrima La Plata     | La Plata        |
| Instituto Americano II          | Adrogué         |
| Instituto Americano III         | Adrogué         |
| Porteño II                      | Buenos Aires    |
| Porteño III                     | Buenos Aires    |
| Racing Club                     | Avellaneda      |
| Racing II                       | Avellaneda      |
| River Plate                     | Buenos Aires    |
| San Isidro II                   | San Isidro      |
| San Isidro III                  | San Isidro      |
| San Martín II                   | San Martin      |
| Tiro Federal Argentino          | San Fernando    |
| Villa Ballester                 | Villa Ballester |
| Villa Ballester II              | Villa Ballester |

## Sistema de disputa
Los equipos se dividieron en cuatro zonas de siete u ocho equipos cada una, donde se enfrentaron bajo el sistema de todos contra todos a dos ruedas. El ganador de cada zona avanzó a la fase final, donde se enfrentaron a eliminación directa, a único partido, hasta definir al campeón.

## Fase de zonas

### Zona A
| Pos | Equipo                      | Pts | PJ | G  | E | P  | GF | GC | Datos |
| --- | --------------------------- | --- | -- | -- | - | -- | -- | -- | ----- |
| 1º  | Villa Ballester             | 23  | 14 | 10 | 3 | 1  | 30 | 12 | -     |
| 2º  | Porteño II                  | 21  | 14 | 10 | 1 | 3  | 41 | 18 | -     |
| 3º  | Catedral al Norte           | 16  | 14 | 7  | 2 | 5  | 23 | 22 | -     |
| 4º  | Gimnasia y Esgrima La Plata | 15  | 13 | 8  | 1 | 5  | 30 | 18 | -     |
| 5º  | General Belgrano            | 14  | 14 | 7  | 0 | 7  | 20 | 29 | -     |
| 6º  | Facultad de Medicina        | 12  | 13 | 5  | 2 | 6  | 13 | 31 | -     |
| 7º  | River Plate                 | 9   | 14 | 4  | 1 | 9  | 16 | 41 | -     |
| 8º  | Colegio Militar             | 0   | 14 | 0  | 0 | 14 | 0  | 16 | -     |

|  | Clasificado a la fase final. |
|  | Abandonó el torneo.          |

No se jugó el partido entre Facultad de medicina y Gimnasia y Esgrima de La plata

### Zona B
| Pos | Equipo                 | Pts | PJ | G  | E | P | GF | GC | Datos                           |
| --- | ---------------------- | --- | -- | -- | - | - | -- | -- | ------------------------------- |
| 1º  | Alumni III             | 26  | 14 | 12 | 2 | 0 | 36 | 6  | -                               |
| 2º  | Estudiantil Porteño    | 20  | 12 | 7  | 2 | 2 | 34 | 15 | Faltan resultados de 3 partidos |
| 3º  | Racing Club            | 22  | 14 | 10 | 2 | 2 | 25 | 17 | -                               |
| 4º  | General Belgrano       | ?   | 14 | 4  | 2 | 6 | 13 | 23 | Faltan resultados de 2 partidos |
| 5º  | San Isidro II          | ?   | 14 | 3  | 2 | 7 | 15 | 30 | Faltan resultado de 2 partidos  |
| 6º  | Estudiantes III        | ?   | 14 | 3  | 2 | 8 | 18 | 25 | Falta resultado de un Partido   |
| 7º  | Instituto Americano II | ?   | 14 | 1  | 1 | 8 | 7  | 21 | Faltan resultados de 4 partidos |
| 8º  | Gath & Chavez          | ?   | 14 | 1  | 1 | 7 | 7  | 16 | Faltan resultados de 5 partidos |

|  | Clasificado a la fase final. |

### Zona C
| Pos | Equipo                 | Pts | PJ | G | E | P | GF | GC | Datos                            |
| --- | ---------------------- | --- | -- | - | - | - | -- | -- | -------------------------------- |
| 1º  | Villa Ballester II     | ?   | 12 | 9 | 1 |   | 30 | 9  | Faltan resultados de 2 partidos  |
| 2º  | America II             | ?   | 12 | 8 |   | 2 | 15 | 8  | Faltan resultados de 2 partidos  |
| 3º  | Flores Ath.            | ?   | 12 | 6 |   | 5 | 10 | 13 | Falta el resultado de un partido |
| 4º  | Brandsen               | ?   | 12 | 3 | 2 | 5 | 12 | 16 | Faltan resultados de 2 partidos  |
| 5º  | Racing II              | ?   | 12 | 3 | 1 | 7 | 7  | 11 | Falta resultado de un partido    |
| 6º  | Estudiantes IV         | ?   | 12 | 1 | 1 | 8 | 4  | 16 | Falta el resultado de un partido |
| 7º  | Estudiantil Porteño II | ?   | 12 | 3 | 2 | 6 | 2  | 15 | Falta el resultado de un partido |

|  | Clasificado a la fase final. |

### Zona D
| Pos | Equipo                      | Pts | PJ | G  | E | P  | GF | GC | Datos |
| --- | --------------------------- | --- | -- | -- | - | -- | -- | -- | ----- |
| 1º  | Tiro Federal Argentino (SF) | 24  | 14 | 11 | 2 | 1  | 15 | 8  | -     |
| 2º  | Gimnasia y Esgrima          | 22  | 14 | 10 | 2 | 2  | 15 | 6  | -     |
| 3º  | San Martín Ath. II          | 20  | 14 | 9  | 2 | 3  | 21 | 14 | -     |
| 4º  | San Isidro III              | 17  | 12 | 7  | 3 | 4  | 11 | 6  | -     |
| 5º  | Instituto Americano III     | 17  | 14 | 8  | 1 | 5  | 14 | 8  | -     |
| 6º  | Porteño III                 | 8   | 14 | 4  | 0 | 10 | 6  | 19 | -     |
| 7º  | America III                 | 4   | 14 | 2  |   | 12 | 0  | 6  | -     |
| 8º  | Barracas Ath. III           | 0   | 14 | 0  |   | 14 | 5  | 16 | -     |

|  | Clasificado a la fase final. |

## Fase final

### Cuadro de desarrollo
|  | Semifinales | Semifinales                 | Semifinales                 |                             |            | Final      | Final | Final |  |
|  |             |                             |                             |                             |            |            |       |       |  |
|  |             |                             |                             |                             |            |            |       |       |  |
|  | 1           | Alumni III                  | 7                           |                             |            |            |       |       |  |
|  | 1           | Alumni III                  | 7                           |                             |            |            |       |       |  |
|  | 4           | Villa Ballester II          | 1                           |                             |            |            |       |       |  |
|  | 4           | Villa Ballester II          | 1                           |                             | Alumni III | Alumni III | 3     |       |  |
|  |             |                             |                             |                             | Alumni III | Alumni III | 3     |       |  |
|  |             |                             | Tiro Federal Argentino (SF) | Tiro Federal Argentino (SF) | 2          |            |       |       |  |
|  | 3           | Tiro Federal Argentino (SF) | Tiro Federal Argentino (SF) | Tiro Federal Argentino (SF) | 2          | 2          |       |       |  |
|  | 3           | Tiro Federal Argentino (SF) |                             |                             |            | 2          |       |       |  |
|  | 2           | Villa Ballester             | 0                           |                             |            |            |       |       |  |
|  | 2           | Villa Ballester             | 0                           |                             |            |            |       |       |  |
|  |             |                             |                             |                             |            |            |       |       |  |

### Semifinal
|  | Alumni III | 7:1 | Villa Ballester II | ?, Quilmes |  |

|  | Tiro Federal Argentino (SF) | 2:0 | Villa Ballester | Cancha de Porteño, Buenos Aires |  |

### Final
|  | Alumni III | 3:2 | Tiro Federal Argentino (SF) | Estadio de Palermo, Buenos Aires |  |

## Descensos y ascensos
No existían ascensos y descensos durante la época, sino que los equipos se afiliaban a la categoría en la que consideraban que debían jugar.